# Callistosiren
Callistosiren - rodzaj wymarłego diugonia żyjącego  na terenie dzisiejszego Portoryko w szacie, w zależności od źródeł ok. 27-25 milionów lat temu, 27,14-24,7 miliona lat temu lub ok. 28,4-23,03 miliona lat temu. Opisali go w 2015 roku Jorge Velez-Juarbe i Domning. Jedynym gatunkiem należącym do rodzaju jest Callistosiren boriquensis. 

## Opis
Zwierzę to było bardzo podobne do dzisiejszego diugonia przybrzeżnego, od którego różniło się kilkoma bardziej archaicznymi cechami szkieletu. Podobnie jak dzisiejszy diugoń, Callistosiren również miał pysk z rostrum zakrzywionym w dół i wyposażonym w krótkie kły, chociaż morfologia kości czaszki i stopień zgięcia rostrum (około 43 stopni) znacznie odróżniały go od diugonia przybrzeżnego. Kości szkieletu Callistosiren różniły się od kości większości innych diugoni tym, że miały znaczną gęstość, ale nie były szczególnie grube.

## Styl życia
Callistosiren mógł być przystosowany do nurkowania w poszukiwaniu roślin wodnych na głębokościach większych niż 10 metrów, głębiej niż jego bliscy krewniacy. Odchylenie rostrum i morfologia czaszki wydają się również wskazywać, że Callistosiren żywił się kłączami dużych roślin morskich, które znajdował na dnie morskim, w przeciwieństwie do innych podobnych diugoni, które musiały żywić się roślinami unoszącymi się swobodnie w wodzie.